# 佐藤泰生
佐藤 泰生（さとう たいせい、1945年 - ）は、日本の洋画家、新制作協会会員。和光大学芸術科名誉教授。神奈川県逗子市在住。

## 経歴
1945年に日本統治時代の大連で生まれる。1967年東京藝術大学油絵科（小磯教室）卒業。大橋賞を受賞する。1969年大学院修了。大学では猪熊弦一郎・脇田和らとともに新制作協会（発足時：新制作派協会）を結成した小磯良平教授に師事する。1973 - 1978年の間、フランス政府給費留学生として渡仏滞在する。1980年新制作協会会員となる。2001 - 2002年渡仏パリ滞在。1992年和光大学芸術科教授に就任（2015年3月退職）。
2012年 『共鳴／主張する個性～現代洋画家10人～』展参加。他は池口史子、大沼映夫、林敬二、櫃田伸也、小杉小二郎、酒井信義、諏訪敦、青木敏郎(諏訪市美術館)

## 受賞歴
- 1970年 第34回新制作展で新作家賞を受賞（1979年）[4]。
- 1977年 第12回昭和会展で昭和会賞を受賞[4][7]。
- 1981年 東京セントラル美術館油絵大賞展で優秀賞（1983年は佳作賞）を受賞[4]。

## 主たる個展歴
- 1976年 日本橋髙島屋で滞欧作展を開催[4]。
- 1976年 パリのパッスレル・サンルイ画廊で個展を開催[4]。
- 1978年 日動画廊で個展（以後、9回開催:1984年、1989年、1992年、1999年、2002年、2005年、2007年、2011年、2015年）を開催 [3]。
  - 1992年 佐藤泰生屏風絵展 [4]
  - 2011年 『佐藤泰生の新しい世界観』展（2011年11月10日 - 21日・本店、2012年1月14日 - 22日・福岡）[4]
  - 2015年 『それぞれの時間 佐藤泰生展』（2015年11月5日 - 18日・本店、2016年1月16日 - 24日・福岡）[3][8][9][10]
- 2007年 『佐藤泰生の世界展 - 1963～2007』を諏訪市美術館で開催 [4][11]。
- 2009年 高島屋（東京・大阪・名古屋・横浜）で個展を開催（2013年にも開催『風と光と夢』展[12]）。
- 2015年 佐藤泰生和光大学退職記念展（2015年2月7日 - 21日）[5][6]。

## 新聞小説の挿画
- 1992年 宮本輝著『朝の歓び』（日本経済新聞朝刊連載）挿画担当（1992年9月14日 - 1993年10月17日 全385回）[4]。
  - 1994年 『佐藤泰生原画展』を開催（日動画廊 東京展:2014年1月18日 - 25日・福岡展:2月5日 - 13日・大阪展:2月21-28日）[4]。
- 2008年 髙樹のぶ子著『甘苦上海』（日本経済新聞朝刊連載）挿画担当（2008年9月30日 - 2009年10月31日 全386回）[4]。
  - 2010年 『佐藤泰生原画展』を開催(三越[東京・名古屋・仙台・福岡・松山]) [4]。
- 2011年 髙樹のぶ子著『マルセル』[13]（毎日新聞朝刊連載）挿画担当（全355回）[4][14][15]。
  - 2012年 『佐藤泰生原画展』を開催(日動画廊 東京展:2012年3月13日 - 26日・名古屋展:4月2日 - 12日・福岡展:4月17日 - 26日、梅田画廊 大阪展:5月7日 - 16日) [4]。